# Белич, Лука
Лу́ка Бе́лич (серб. Лука Белић; 18 апреля 1996, Панчево, Союзная Республика Югославия) — сербский футболист, нападающий клуба «Анагенниси Янница».

## Клубная карьера
Лука является воспитанником клуба ОФК. 25 апреля 2012 он дебютировал в составе белградской команды в домашнем матче с «Црвеной Звездой». Нападающий стал самым молодым игроком когда-либо принимавшим участие в играх Суперлиги Сербии. В сезоне 2011/12 Белич принял участие ещё в одной встрече — со «Слободой» из Ужице.
В сезоне 2012/13 Лука на поле не появлялся и только 2 раза попадал в заявку на матч, в следующем провёл только одну игру 22 февраля 2014 против «Вождоваца».
В начале лета 2015 года Белич стал свободным агентом, а 13 сентября было объявлено о заключении им контракта с английским «Вест Хэм Юнайтед». Соглашение заключено на один год с возможностью продления ещё на один.

## Карьера в сборной
Белич с 2011 по 2012 выступал за юношескую сборную Сербии (до 16 лет). 25 сентября 2012 он провёл первую игру за сборную до 17 лет в отборочной встрече Чемпионата Европы против сверстников из Армении, в которой отметился дублем. 30 сентября 2012 года во встрече со сборной Беларуси Лука также забил два мяча.
10 октября 2014 Белич дебютировал в сборной Сербии до 19 лет в игре квалификации к чемпионату Европы 2015 против сборной Сан-Марино.